# 杉内由紀
杉内 由紀（すぎうち ゆき、旧姓：古舘（ふるだて）、1980年8月3日 - ）は、日本の女性元総合格闘家、ブラジリアン柔術家。
ポゴナ・クラブジム所属。東京都町田市出身。夫は総合格闘家の杉内勇。

## 来歴
今成正和を擁するTeam ROKENの紅一点として、2004年5月16日のスマックガールFに参戦、「SGG 1Dayトーナメント2004 ライト級」に出場し1回戦で吉田正子を腕ひしぎ十字固めで下すも、準決勝で茂木康子に判定で敗れる。
総合デビューは同年11月26日のG-SHOOTO・Zepp Tokyo大会で柴田郁美相手に腕ひしぎ十字固めで一本勝ち。2006年2月5日にはDEEPに初参戦するもMIKUにチョークスリーパーで一本負け。この試合を最後にROKENを離脱するが、翌2007年3月18日、プロレス団体「ガッツワールド」の興行で「ガッツワールド正規軍vsTeam ROKENイリミネーションマッチ」にROKENの一員として出場する。
ROKENの同僚だった杉内と結婚後は、ポゴナ・クラブジムに所属し、ブラジリアン柔術やグラップリングの試合に出場。2009年10月24日にはVALKYRIE 03に参戦、「金網グラップリング」という形式で試合を行い田中由紀を腕ひしぎ十字固めで下した。
2019年、QUINTET FIGHT NIGHT3 in TOKYOでは“TEAM BJJ KUNOICHI”の先鋒として秒殺3人抜きを果たした。

## 戦績

### 総合格闘技
| 総合格闘技 戦績 | 総合格闘技 戦績 | 総合格闘技 戦績 | 総合格闘技 戦績 | 総合格闘技 戦績 | 総合格闘技 戦績 | 総合格闘技 戦績 |
| --------------- | --------------- | --------------- | --------------- | --------------- | --------------- | --------------- |
| 7 試合          | (T)KO           | 一本            | 判定            | その他          | 引き分け        | 無効試合        |
| 5 勝            | 0               | 3               | 2               | 0               | 1               | 0               |
| 1 敗            | 0               | 1               | 0               | 0               | 1               | 0               |

| 勝敗 | 対戦相手     | 試合結果                           | 大会名                                                          | 開催年月日     |
| ×    | MIKU         | 1R 2:52 チョークスリーパー         | DEEP 23 IMPACT 5周年大会                                        | 2006年2月5日   |
| △    | 吉田正子     | 5分2R終了 判定0-0                  | G-SHOOTO Plus 04                                                | 2005年11月11日 |
| ○    | 玉田育子     | 5分2R終了 判定2-1                  | G-SHOOTO Plus 03                                                | 2005年9月16日  |
| ○    | キム・ドヨン | 1R 0:22 腕ひしぎ十字固め           | コリアフェスタ「コリア闘技祭」G-SHOOTOスペシャル 日韓格闘技大会 | 2005年5月11日  |
| ○    | 山崎恵美     | 1R 3:15 Techincal 腕ひしぎ十字固め | G-SHOOTO Plus 01                                                | 2005年2月11日  |
| ○    | 服部愛子     | 5分2R終了 判定2-1                  | SMACKGIRL-F & Gi-Feminino                                       | 2005年1月8日   |
| ○    | 柴田郁美     | 1R 3:03 腕ひしぎ十字固め           | G-SHOOTO JAPAN 〜始動〜                                         | 2004年11月26日 |